# Kazimierz Galaś
Kazimierz „Filo” Galaś (ur. 17 marca 1959, zm. 29 grudnia 2024) – polski autor tekstów piosenek.

## Życiorys
W 1977 jeszcze jako uczeń drugiej klasy Liceum Ogólnokształcącego im. Cypriana Kamila Norwida w Tychach, nawiązał współpracę z zespołem Dżem jako autor tekstów piosenek. Był autorem słów do takich utworów z repertuaru tej grupy jak „Jesiony”. Współtworzył również takie utwory jak „Czerwony jak cegła”, „Tylko ty i ja”, „Kim jestem – jestem sobie”, „Ballada o dziwnym malarzu”, „Boczny wiatr”, „Mamy forsę, mamy czas” czy „Obłuda”.
W połowie grudnia 2024 przeszedł wylew i trafił do szpitala w Wiedniu, gdzie został wprowadzony w stan śpiączki farmakologicznej. Zmarł 29 grudnia 2024. Został pochowany na cmentarzu parafialnym przy kościele pw. św. Marii Magdaleny w Tychach.